# Liptovský Trnovec
Liptovský Trnovec je obec na Slovensku v Žilinském kraji v okrese Liptovský Mikuláš. Žije v něm 633 obyvatel. Nachází se ve středu Liptovské kotliny, severně od přehrady Liptovská Mara (největší na Slovensku z hlediska objemu vody). Ze severovýchodu je obklopena Západními Tatrami, z východu Chočskými vrchy a na jihu se rozprostírají Nízké Tatry. Obec je vzdálena asi šest kilometrů severozápadně od okresního města Liptovský Mikuláš.
V obci se nachází obecní úřad, dva potravinářské obchody, cukrárna, hospoda, pizzerie, pošta, pár penzionů, chatek a dva kostely (římskokatolický z let 1810–1820 a evangelický z roku 1925). Zhruba dva kilometry jihovýchodně od obce se nachází Aquapark Tatralandia. Obcí také protéká potok Petruška, který se vlévá do Liptovské Mary.
K obce patří i místní část Beňušovce a chráněný poloostrov Ratkovo. Ze severu zasahuje do správního území obce Tatranský národní park s národní přírodní rezervace Suchá dolina.

## Historie
První písemná zmínka o vesnici pochází z roku 1283, kdy se jmenovala Tornouch.